# Jean-François Provençal
Pour les articles homonymes, voir Provençal (homonymie).
Jean-François Provençal est un artiste, humoriste, auteur, réalisateur, musicien, producteur et comédien québécois.
Il est l'un des sept membres fondateurs du groupe humoristique Les Appendices avec Dave Bélisle (né le 6 juillet 1985), Julien Corriveau (né le 7 mai 1984), Jean-François Chagnon (né le 20 novembre 1984), Dominic Montplaisir (né le 17 mars 1984) et Sonia Cordeau (née le 15 août 1986), avec également Anne-Élisabeth Bossé (née le 24 juillet 1984) à titre de comédienne. L'émission de télévision Les Appendices a été diffusée sur les ondes de Télé-Québec de 2009 à 2018.
Il présente au ZooFest en juillet 2019 son spectacle intitulé Cornet dans le cadre du Festival Juste pour Rire de Montréal.
Il co-fonde et anime le podcast Tu me niaises avec le duo Sèxe Illégal de 2019 à 2023.
Comme comédien, en plus d'un retour avec Les Appendices à l'écran en 2020, on peut le voir dans les séries Trop. et C'est comme ça que je t'aime, Papa et Une autre histoire.

## Biographie
Jean-François Provençal étudie à la polyvalente Chanoine-Armand-Racicot de Saint-Jean-sur-Richelieu où il fait la rencontre de ses futurs collègues et amis du groupe Les Appendices.
Il poursuit ses études au Cégep Saint-Laurent, puis en création littéraire, scénarisation et histoire de l'art à l'UQAM.
Sa carrière artistique débute à titre de scripteur pour l'émission de télévision le Sketch Show, diffusée à TVA de 2004 à 2006.

## Carrière

### Les Appendices
La première saison de la série télévisée Les Appendices a été diffusée sur les ondes de Télé-Québec en 2009. Ils sont en ondes durant 8 saisons toujours à l'antenne de Télé-Québec. Les Appendices créent également deux émissions spéciales pour la chaîne, le spécial de fin d'année « Tourlou 2017 »,, ainsi qu'une émission pour souligner le 50e anniversaire de Télé-Québec, « 50 ans de télé et de Québec » diffusée à l'hiver 2018.
Plusieurs sketchs des Appendices mettant en vedette Jean-François Provençal sont devenus viraux. Le vidéo de la chanson « J'ai faim plus que Alain » a fait les manchettes jusqu'en France. Provençal a même été qualifié de Philippe Katerine québécois. La populaire chanson a été vue 5,5 millions de fois sur le compte YouTube des Appendices, 3,7 millions sur le compte personnel de Jean-François Provençal et 13 millions sur le compte de HERO.
À la suite du succès viral de la chanson, il est invité à la populaire émission Touche pas à mon poste ! sur C8 animée par Cyril Hanouna.
Il collabore avec ses collègues des Appendices à la sortie de 4 albums et plusieurs concerts à travers le Québec.

### Animateur et chroniqueur
En 2014, il anime avec Félix Tanguay l'émission de voyage VR en déroute diffusée sur les ondes du Canal Évasion dans laquelle les deux acolytes vivent la vie de VR et parcourent les États-Unis afin d'atteindre leur destination finale, Las Vegas,.
De 2016 à 2018, Jean-François Provençal est également chroniqueur à l'émission jeunesse ALT (Actualité légèrement tordue) diffusée sur les ondes de Vrak TV. L'émission est animée d'abord par Phil Roy (2016) puis par Pierre-Yves Roy-Desmarais (2017-2018).
Jean-François Provençal travaille aussi comme humoriste en participant à de nombreux festivals au Québec dont Juste pour rire, ZooFest, Comediha et le Dr Mobilo Aquafest. Avec Julien Corriveau, il monte sur les planches en 2017 pour leur spectacle Chansons drôles et drôleries chancelantes.
En 2019, il signe l'écriture de son one-man-show intitulé Cornet, présenté dans le cadre du ZooFest à la Place-des-Arts de Montréal.

### Acteur
Entre 2015 et 2016, il joue le rôle de Mononcle Bobby dans la websérie Papa, créée et scénarisée par Jonathan Roberge. La série est diffusée sur les ondes de TVA et remporte de nombreux prix,.
En 2016, il coanime et scénarise la websérie Les Millionnaires avec Félix Tanguay diffusée sur Tou.TV. La série suit Jean-François et Félix dans leur quête de devenir millionnaires,,.
De 2016 à 2018, il est de la distribution de la populaire série télévisée Trop., diffusée sur les ondes de Radio-Canada. Il interprète le rôle d'Olivier, le colocataire du personnage principal d'Anaïs Desbiens, interprété par Virginie Fortin,,.
En 2018, il fait partie de la distribution du film Mon ami Walid, écrit et réalisé par Julien Lacroix et Adib Alkhalidey.
En 2020, Jean-François Provençal fait partie de la distribution de la série de fiction C'est comme ça que je t'aime, signée François Létourneau et Jean-François Rivard. La série est diffusée sur les ondes d'ICI Radio-Canada dès 2020,,,.

### Podcast et radio
En 2017, Il crée le podcast National Nation avec Mathieu Poirier, Pierre-Luc Racine et Yannick Belzil, un podcast qui analyse un épisode à la fois la série culte québécoise Lance et compte. L'émission propose un contenu humoristique et léger cherchant à discuter autour de lieux communs.
De 2018 à 2019, il anime Le Centre d'observation de la mémétique sur les ondes de QUB Radio, une émission consacrée à l'actualité du mème et de l'internet,.
Il était également un fidèle collaborateur du podcast 3 bières, animé par Yannick Belzil, Gabrielle Caron et Pierre-Luc Racine,.
En 2019, Provençal crée le podcast Tu me niaises qu'il anime avec le duo humoristique Sèxe Illégal (Philippe Cigna et Mathieu Séguin). Il réalise le montage et la mise en ligne. Le podcast sociofinancé est enregistré devant public au Terminal Comédie Club à Montréal, avant de continuer sous différentes formes durant la pandémie de Covid-19. Depuis 2022, le podcast est de retour devant public en tournant principalement ses épisodes au Théâtre Fairmont. au Verre-Bouteille à Montréal et au bar L'Anti de Québec. Certaines éditions spéciales ont également été tournées dans les villes de Gatineau, Longueuil et Rouyn-Noranda. Le podcast prend fin en 2023 lorsque la tête forte du trio, Philippe Cigna quitte Sèxe Illégal.
En 2022, il crée le podcast Les Appendeux avec son complice des Appendices, Julien Corriveau.

## Spectacle et tournée
- 2016 : Gala de l'absurde[38]
- 2017 : Les Appendices chantent Noël[39]
- 2017 : Animation avec Julien Corriveau du Gala de l'Absurde dans le cadre du ZooFest de Juste pour rire[40],[41].
- 2017 : Noël du campeur dans le cadre de Juste pour rire[42]
- 2017 : Chansons drôles et drôleries chancelantes, spectacle de musique humoristique en duo avec Julien Corriveau[43].
- 2018 : Amis pour la (vie) soirée
- 2019 : Nouvelles chansons funney[44]
- 2019 : Cornet
- 2019 : Numéro lors du spectacle Cabaret L'osti de jeu animé par Les Denis Drolet[45]
- 2019-2020 : Nouvelles chansons funney[44]

## Discographie
- 2013 : Les Appendices chantent (Les chansons des Appendices)
- 2014 : Chantent les chansons de la sixième saison
- 2014 : Chantent la septième saison et quelques autres chansons qu'ils trouvaient bonnes
- 2016 : Les Appendices chantent les chansons de la saison 8 et aucune autre, mais ils voulaient quand même un super long titre d’album
- 2021 : Quizz-Juste des one takes. Volume 1

## Filmographie

### Télévision
- 2009-2018 : Les Appendices
- 2015-2016 : Papa
- 2016 : Les Millionnaires
- 2016-2018 : ALT
- 2017 : Tourlou 2017
- 2017-2019 : Trop.
- 2018 : 50 ans de Télé et de Québec
- 2020 : C'est comme ça que je t'aime

### Cinéma
- 2018 : Mon ami Walid

## Implication
- 2017 : Porte-parole de la 5e édition du festival Montréal Joue, fièrement organisé par les Bibliothèques de Montréal[46],[47].
- 2019 : Vos rires pour l'accès à la justice, spectacle de financement de Juri-Pop[48].
- 2019 : Impro'viste, spectacle bénéfice pour le Refuge des jeunes de Montréal organisé par Sèxe Illégal[49].

## Prix et distinctions

### Prix remportés avec Les Appendices
- Prix Gémeaux 2009 : Meilleur site Web pour une émission ou série (dramatique, humour, variétés ou animation) pour Nadine Dufour et Julie Duhaime (Télé-Québec)
- Prix Gémeaux 2011: Meilleur site Web pour une émission ou série (dramatique, humour, variétés ou animation) pour Marie Brissette (Productions Marie Brissette), Jean-François Arseneau (ODD1), Julie Duhaime (Télé-Québec)
- Prix Oliviers 2013 : Série humoristique à la télévision
- Prix GAMIQ 2013: Album humour de l'année
- Prix Gémeaux 2014 : Meilleure interprétation: Humour
- Prix Gémeaux 2015 : Meilleure interprétation: Humour
- Prix Oliviers 2017 : Meilleure spéciale humoristique[50]
- Prix Gémeaux 2017 : Meilleur habillage graphique

### Nominations

#### Gala des prix Gémeaux

##### 2016
- Meilleure série humoristique
- Meilleure Interprétation (Humour) pour Dave Bélisle, Anne-Élisabeth Bossé, Sonia Cordeau, Jean-François Chagnon, Julien Corriveau, Dominic Montplaisir et Jean-François Provençal
- Meilleure Réalisation (Humour) pour Dave Bélisle, Jean-François Chagnon, Julien Corriveau, Dominic Montplaisir et Jean-François Provençal

##### 2015
- Meilleure Série Humoristique
- Meilleure Interprétation (Humour) pour Dave Bélisle, Anne-Élisabeth Bossé, Sonia Cordeau, Jean-François Chagnon, Julien Corriveau, Dominic Montplaisir et Jean-François Provençal
- Meilleurs Textes (Humour) pour Dave Bélisle, Sonia Cordeau, Jean-François Chagnon, Julien Corriveau, Dominic Montplaisir et Jean-François Provençal
- Meilleur habillage graphique (toute catégorie) pour Dave Bélisle et Jean-François Provençal

##### 2014
- Meilleure Série Humoristique
- Meilleure Interprétation (Humour) pour Dave Bélisle, Anne-Élisabeth Bossé, Sonia Cordeau, Jean-François Chagnon, Julien Corriveau, Dominic Montplaisir et Jean-François Provençal
- Meilleurs Textes (Humour) pour Dave Bélisle, Sonia Cordeau, Jean-François Chagnon, Julien Corriveau, Dominic Montplaisir et Jean-François Provençal

##### 2013
- Meilleure Série Humoristique
- Meilleure Interprétation (Humour) pour Dave Bélisle, Anne-Élisabeth Bossé, Sonia Cordeau, Jean-François Chagnon, Julien Corriveau, Dominic Montplaisir et Jean-François Provençal
- Meilleurs Textes (Humour) pour Dave Bélisle, Sonia Cordeau, Jean-François Chagnon, Julien Corriveau, Dominic Montplaisir et Jean-François Provençal

##### 2012
- Meilleure Série Humoristique
- Meilleure Interprétation (Humour) pour Dave Bélisle, Anne-Élisabeth Bossé, Sonia Cordeau, Jean-François Chagnon, Julien Corriveau, Dominic Montplaisir et Jean-François Provençal
- Meilleure Réalisation (Humour) pour Dave Bélisle, Jean-François Chagnon, Julien Corriveau, Dominic Montplaisir et Jean-François Provençal
- Meilleurs Textes (Humour) pour Dave Bélisle, Sonia Cordeau, Jean-François Chagnon, Julien Corriveau, Dominic Montplaisir et Jean-François Provençal

##### 2011
- Meilleure Série Humoristique
- Meilleure Interprétation (Humour) pour Dave Bélisle, Anne-Élisabeth Bossé, Sonia Cordeau, Jean-François Chagnon, Julien Corriveau, Dominic Montplaisir et Jean-François Provençal
- Meilleurs Textes (Humour) pour Dave Bélisle, Sonia Cordeau, Jean-François Chagnon, Julien Corriveau, Dominic Montplaisir et Jean-François Provençal

##### 2010
- Meilleure Série Humoristique
- Meilleurs Textes (Humour) pour Dave Bélisle, Sonia Cordeau, Jean-François Chagnon, Julien Corriveau, Dominic Montplaisir et Jean-François Provençal

##### 2009
- Meilleure Série Humoristique
- Meilleurs Textes (Humour) pour Dave Bélisle, Sonia Cordeau, Jean-François Chagnon, Julien Corriveau, Dominic Montplaisir et Jean-François Provençal
- Meilleure Interprétation (Humour) pour Dave Bélisle, Anne-Élisabeth Bossé, Sonia Cordeau, Jean-François Chagnon, Julien Corriveau, Dominic Montplaisir et Jean-François Provençal

#### Gala des Oliviers

##### 2013
- Série humoristique à la télé

##### 2011
- Variété humoristique de l'année

##### 2010
- Variété humoristique de l'année

#### Gala de l'ADISQ

##### 2016
- Album ou DVD de l'année - Humour pour Les Appendices chantent les chansons de la saison 8 et aucune autre, mais ils voulaient quand même un super long titre d'album

##### 2015
- Album ou DVD de l'année - Humour pour Les Appendices chantent les chansons de la 7e saison et quelques autres qu'ils trouvaient bonnes

##### 2014
- Album ou DVD de l'année - Album ou DVD de l'année - Humour pour Chantent les chansons de la sixième saison

#### Banff World Television Award

##### 2010
- Best Comedy Program[51]

##### 2009
- Best Comedy Program